# Symfonie nr. 2 (Tüür)
Erkki-Sven Tüür voltooide zijn Symfonie nr. 2 in 1987. Het werk is deels geschreven met het oog op de plaatopname die er in dat jaar van is gemaakt. Het verzoek tot het werk kwam van het Symfonieorkest van Estland. De plaatopname werd verricht door het Symfonieorkest van het Ministerie van Onderwijs van de Sovjet-Unie. Zowel opname als publieke première stonden onder leiding van Paul Mägi.
De symfonie voldoet niet aan de klassieke indeling van vier delen. Tüür schreef een symfonie in twee delen, die voor wat betreft tijdsduur ook behoorlijk in onbalans zijn. Deel 1 Vision duurt ongeveer zes minuten; deel 2 Process meer dan twintig. Volgens de toelichting in de Finlandia-uitgave is de compositie van achter naar voren gecomponeerd. De componist had het idee waar hij heen wilde en schreef daarnaartoe. De symfonie wisselt massieve klanken af met ijl "gezang".
Tüür schreef zijn tweede symfonie voor groot symfonieorkest, waarin de hobo’s ontbreken:
- 3 dwarsfluiten, 4 klarinetten, 3 fagotten
- 6 hoorns, 3 trompetten, 3 trombones, 1 tuba
- pauken, 4 man/vrouw percussie, synthesizer, piano
- violen, altviolen, celli, contrabassen